# Institut et hôpital neurologiques de Montréal
 (décembre 2021).
L'Institut-hôpital neurologique de Montréal (Le Neuro) est un centre hospitalier académique spécialisé dans les neurosciences et situé au centre-ville de Montréal. L'institut est relié à l'Université McGill dont il constitue un centre de recherche et d'enseignement. Son pendant clinique, l'Hôpital neurologique de Montréal est l'un des cinq hôpitaux d'enseignement du Centre de santé McGill.
Le Neuro a été fondé en 1934 par le neurochirurgien Wilder Penfield  à l'aide d'un don de 1,2 million de dollars canadiens de la Fondation Rockefeller et l'appui du gouvernement du Québec, de la ville de Montréal et de donateurs privés. En 2007, le Gouvernement du Canada a désigné Le Neuro comme l'un des sept centres d'excellence en commercialisation et recherche en reconnaissance de son travail novateur. 
Le Neuro est situé sur le campus de McGill au centre-ville de Montréal et s'étend autour de l'extrémité ouest du Stade Molson.

## Recherche et formation
Des équipes multidisciplinaires de recherche de base et clinique produisent des avancées fondamentales sur le système nerveux et appliquent ces connaissances au traitement des maladies neurologiques. La recherche à Le Neuro couvre tout le spectre des neurosciences et des soins aux patients. Plusieurs de recherche sont intégrées de près aux activités cliniques:  
- Tumeurs cérébrales

- Neurosciences cognitives
- Épilepsie
- Maladies neuroimmunologiques
- Circuits neuronaux
- Maladies neurodégénératives

- Neuroimagerie et neuroinformatique
- Maladies neurologiques rares
- Troubles neurodéveloppementaux

Le Neuro est reconnu internationalement pour ses recherches et son traitement de l'épilepsie, l'imagerie cérébrale, les neurosciences cognitives, la neuroimmunologie, les systèmes nerveux complexes, et les maladies neuromusculaires. Des recherches extensives en biologie moléculaire et cellulaire sont aussi en cours par le Centre de survie neuronale et le Groupe de biologie cellulaire et des tissus excitables, alors que les chercheurs du Centre des tumeurs au cerveau travaillent en collaboration avec leurs collègues du Groupe de recherche neurochirurgicale. 
Le Neuro a créé un environnement productif pour la recherche transnationale et ses experts appliquent les découvertes dans les sciences pures à l'amélioration des soins des patients souffrant de maladies neurologiques. Les patients profitent de l'interaction entre cliniciens et chercheurs et peuvent recevoir des traitements pour l'ALS, les tumeurs au cerveau, l'épilepsie, les migraines, la sclérose en plaques, les névralgies, la maladie de Parkinson, etc. Les patients profitent aussi des avancées de la science en imagerie cérébrale, en neuro-radiologie, en neuro-navigation et en neuro-stimulation. Beaucoup de patients participent à des études sur les traitements les plus avancés disponibles au Centre de recherches cliniques. 
Au cours de son histoire, Le Neuro a réalisé d'importantes recherches et fourni une formation clinique de haut niveau.  D'anciens élèves ont des postes de premier plan à travers le monde. Les étudiants actuels proviennent de plus de soixante pays.

## Stratégieopen dataetopen science
En 2016, suivant l'exemple du projet du génome humain (essentiellement financé par le gouvernement) et pour accélérer l'efficacité et la diffusion de la recherche en neurosciences, Le Neuro est le premier Institut scientifique privé à annoncer une stratégie de publication s'inscrivant dans le mouvement open science. Selon l'annonce, tous les résultats, logiciels, algorithmes et données issues de la recherche pouvant l'être seront gratuitement mis à disposition, dès leur publication, et l'institut ne déposera pas de brevets sur ses découvertes. En outre les collaborateurs institutions partenaires sont invités à suivre également ces principes d'open data. Cette décision fait suite à un an de consultations du personnel de l'institut, où presque tous (environ 70 chercheurs principaux et 600 autres professeurs et scientifique) ont accepté de participer à cette large ouverture ;

## Grandes réussites
- Seul institut et hôpital neurologique au Canada
- Premier Scanneur CT, système PET et MRI au Canada
- Développement de la « procédure de Montréal » pour le traitement chirurgical de l'épilepsie
- Électroencéphalographie
- Premières images PET d'un ACV et d'une tumeur au cerveau
- Premier modèle animal de la maladie d'Alzheimer
- Pionnière de l'emploi des sondes électriques en chirurgie

## Directeurs
- 1934-1960 : Wilder Penfield (1891-1976), MD
- 1960-1972 : Theodore Rasmussen (1910-2002), MD
- 1972-1984 : William Feindel, OC, OQ, MD
- 1984-1992 : Donald Baxter, OC, MD
- 1992-2000 : Richard Murphy, PhD
- 2000-2002 : Donald Baxter, OC, MD
- 2002-2011 : David R. Colman, PhD
- 2013 -  : Guy Rouleau, OC, OQ, MD, PhD, FRCP(C), FRSC

## Chercheurs de renom
- Wilder Penfield
- David Hubel, Prix Nobel
- Brenda Milner
- Donald Hebb
- Herbert Jasper
- George Karpati
- Frederick Andermann

## Locaux et services
- Au pavillon Rockefeller (1934) se sont ajoutés sept immeubles : 
  - l'aile John Wilson McConnell (1952)
  - le pavillon Penfield (1978)
  - le pavillon R. Howard Webster Foundation (1985)
  - le pavillon Molson (1996)
  - le centre de recherche sur les tumeurs au cerveau (2002)
  - l'unité de recherche clinique (2004)
  - l'extension de l'aile Nord (2007). (extension du centre d'imagerie cérébrale, de l'espace de recherche et de l'aire de soins).

- Centre d'imagerie cérébrale : 4 MRI, 3 PET, 1 scanneur CT
- Quatre salles d'opération et une salle d'angiographie
- 85 lits pour les patients
- Neuf cliniques de jour spécialisées
- Librairie : 241 périodiques, plus de 7 300 livres
- Amphithéâtre Jeanne Timmins de 337 places
- Centre de communications Jean de Grandpré de 76 places avec équipement de télé- et vidéo-conférences